# Marianna Artaschirowna Dewlet
Marianna Artaschirowna Dewlet (russisch Марианна Арташировна Дэвлет; * 13. Juni 1933 in Wetluga; † 10. Juli 2021) war eine sowjetisch-russische Prähistorikerin.

## Leben
Dewlet studierte an der Lomonossow-Universität Moskau (MGU) in der Historischen Fakultät mit Abschluss 1957 bei Sergei Wladimirowitsch Kisseljow am Lehrstuhl für Archäologie. Darauf wurde sie wissenschaftliche Mitarbeiterin des Forschungsinstituts für Museologie.
1962 begann Dewlet die Aspirantur am Moskauer Institut für Geschichte der Materiellen Kultur der Akademie der Wissenschaften der UdSSR (seit 1991 Institut für Archäologie der Russischen Akademie der Wissenschaften) bei Nikolai Jakowlewitsch Merpert, die sie 1966 mit der erfolgreichen Verteidigung ihrer Dissertation über die Stämme am mittleren Jenissei in der frühen Eisenzeit für die Promotion zur Kandidatin der Geschichtswissenschaften beendete. Sie blieb in diesem Institut und wurde schließlich führende wissenschaftliche Mitarbeiterin.
Dewlets Forschungsschwerpunkt waren die Felsbilder in Südsibirien und Zentralasien. Ab 1953 nahm sie an Expeditionen in Sibirien, Zentralasien, im Kaukasus und westlich des Urals teil (bis 1990). Als Studentin war sie an der Ausgrabung des Salbyk-Kurgans in Chakassien beteiligt. Sie leitete die Todscha-See-Expedition in Tuwa (1969–1973) und die Petroglyphen-Gruppe der Sajan-Tuwa-Expedition (1974–1990). 1983 verteidigte sie mit Erfolg ihre Doktor-Dissertation über die Petroglyphen am Jenissei. 1990 initiierte und organisierte sie in Moskau die Allunionskonferenz über Felsbilder. Sie wurde Korrespondierendes Mitglied des Felsbilder-Komitees des International Council on Monuments and Sites (ICOMOS) und 1991 Vollmitglied des sowjetischen ICOMOS-Komitees.
Sie starb am 10. Juli 2021 im Alter von 88 Jahren.
Die Archäologin Jekaterina Georgijewna Dewlet (1965–2018) war Dewlets Tochter.

## Ehrungen, Preise
- Verdiente Wissenschaftlerin der Republik Tuwa (2008)[2]
- Zabelin-Preis der Russischen Akademie der Wissenschaften (2012 zusammen mit J. G. Dewlet)[4]